# Pine and Hemlock Knoll
Der Pine and Hemlock Knoll (deutsch etwa Kiefern- und Hemlocktannen-Hügel) ist ein 14 Acres (5,7 ha) großes Naturschutzgebiet bei Wenham im Bundesstaat Massachusetts der Vereinigten Staaten. Es wird von der Organisation The Trustees of Reservations verwaltet.

## Schutzgebiet
Das 1936 als Geschenk an die Trustees eingerichtete Schutzgebiet ist vollständig von Privatgrundstücken sowie einem Rot-Ahorn-Sumpf eingeschlossen und daher nicht für die Öffentlichkeit zugänglich.
Das Areal besteht vorwiegend aus Waldflächen mit Beständen von Hemlocktannen, Weymouth-Kiefern und Schwarz-Birken. Es grenzt unmittelbar an den Wenham Great Swamp sowie an das Ipswich River Wildlife Sanctuary.